# Transdev Morava
Transdev Morava s.r.o. je český autobusový dopravce se sídlem v Ostravě. 100% vlastníkem firmy je francouzská skupina TRANSDEV GROUP.

## Historie
Společnost vznikla 30. ledna 2018 jako česká pobočka nadnárodní firmy Transdev pod názvem Transdev Česká republika. 10. července změnila firma název na Transdev Morava a své sídlo přesunula z Prahy do Ostravy.
Společnost se zúčastnila několika autobusových tendrů v Moravskoslezském kraji. Získala několik oblastí a to od prosince 2018 Bruntálsko, Novojičínsko západ, Krnovsko, Rýmařovsko a od června 2019 také oblast Bílovecka. Od 1. září 2019 provozovala na přechodné období dopravu na Hlučínsku, od 13. června 2020 zde jezdí dceřiná společnost ČSAD Havířov. Firma také provozuje městskou autobusovou dopravu ve městech Bruntál a Studénka. Transdev Morava vytlačil z kraje dopravce Arriva Morava. Jednatelem Transdev Morava je přitom Ing. Radim Novák, někdejší ředitel Veolia Transport pro Česko a Slovensko a poté manažer Arrivy pro střední a východní Evropu, který v létě 2017 při reorganizaci z Arrivy odešel. Firma v srpnu 2019 odkoupila od CIDEM Hranice dopravní skupinu 3ČSAD. Těmito akvizicemi se stal Transdev Morava jedním z největších dopravců v zemi s přes 1000 zaměstnanců a více než 650 autobusy. Také se stal nejvýznamnějším dopravcem v Moravskoslezském kraji s provozem v 10 oblastech ze 14. Firma také vyhrála další výběrová řízení a to v Královéhradeckém kraji ve spolupráci s Audis Bus (29. června 2020 odkoupen Transdevem) v oblastech Novoměstsko, Rychnovsko a Trutnovsko a v kraji Zlínském ve spolupráci s TQM oblast Vsetín a oblast Valašské Meziříčí.

## Městská autobusová doprava
Všechny provozy jsou součástí systému ODIS.
- Bruntál - Linky 851 a 852 (855851 a 855852), zde nasazuje vozy SOR CNG 12
- Studénka - linka 611 (887611), zde nasazuje vůz SOR BN 12
- Krnov - Linky 801-807 (856801-856807), zde nasazuje vozy Iveco Streetway 12m, SOR NS 12 a SOR BN 9,5.

Dceřiné společnosti 3ČSAD zajišťují MHD ve Frýdku-Místku, Havířově, Hranicích (IDSOK) , Karviné a Orlové.

## Autobusová doprava na základě autobusových tendrů Moravskoslezského kraje
Moravskoslezský kraj od roku 2015 vyhlašoval autobusové tendry na zajištění autobusové dopravy. Kraj je rozdělen na 14 různě velkých oblastí. V rámci smluv s krajem mají dopravci povinnost vypravovat na linky bezbariérové, plně klimatizované autobusy s WI-FI připojením, USB zástrčkami a LED vnitřními panely. Všechny linky jsou integrované v systému ODIS. Dopravce získal několik oblastí a do všech nakoupil nové autobusy. Na některých linkách se z důvodu prolínání oblastí podílí na provozu více provozoven a také sdílí některé linky s dopravcem Z-group bus (261, 263, 270, 285, 374, 615, 620, 621, 633, 655, 678, 691, 692, 693, 696, 920).[zdroj?]

### Bruntálsko, Krnovsko a Rýmařovsko
- Provoz zahájen v prosinci 2018
- Licenční čísla 852, 853, 854
- Oblast zajišťuje provozovna Bruntál, ev. čísla 83-xxxx (provozní oblast Bruntálsko), 82-xxxx (provozní oblast Krnovsko), 84-xxxx (provozní oblast Rýmařovsko)
- nahradil dopravce Arriva Morava a Osoblažskou dopravní společnost

### Novojičínsko západ
- Provoz zahájen v prosinci 2018
- Licenční číslo 882
- Oblast zajišťuje provozovna Nový Jičín a částečně Ostrava, ev. čísla 62-xxxx
- nahradil dopravce Arriva Morava a na lince 261 částečně dopravce TQM SOR CN 12 82-1001 v na Autobusovém nádraží v Krnově

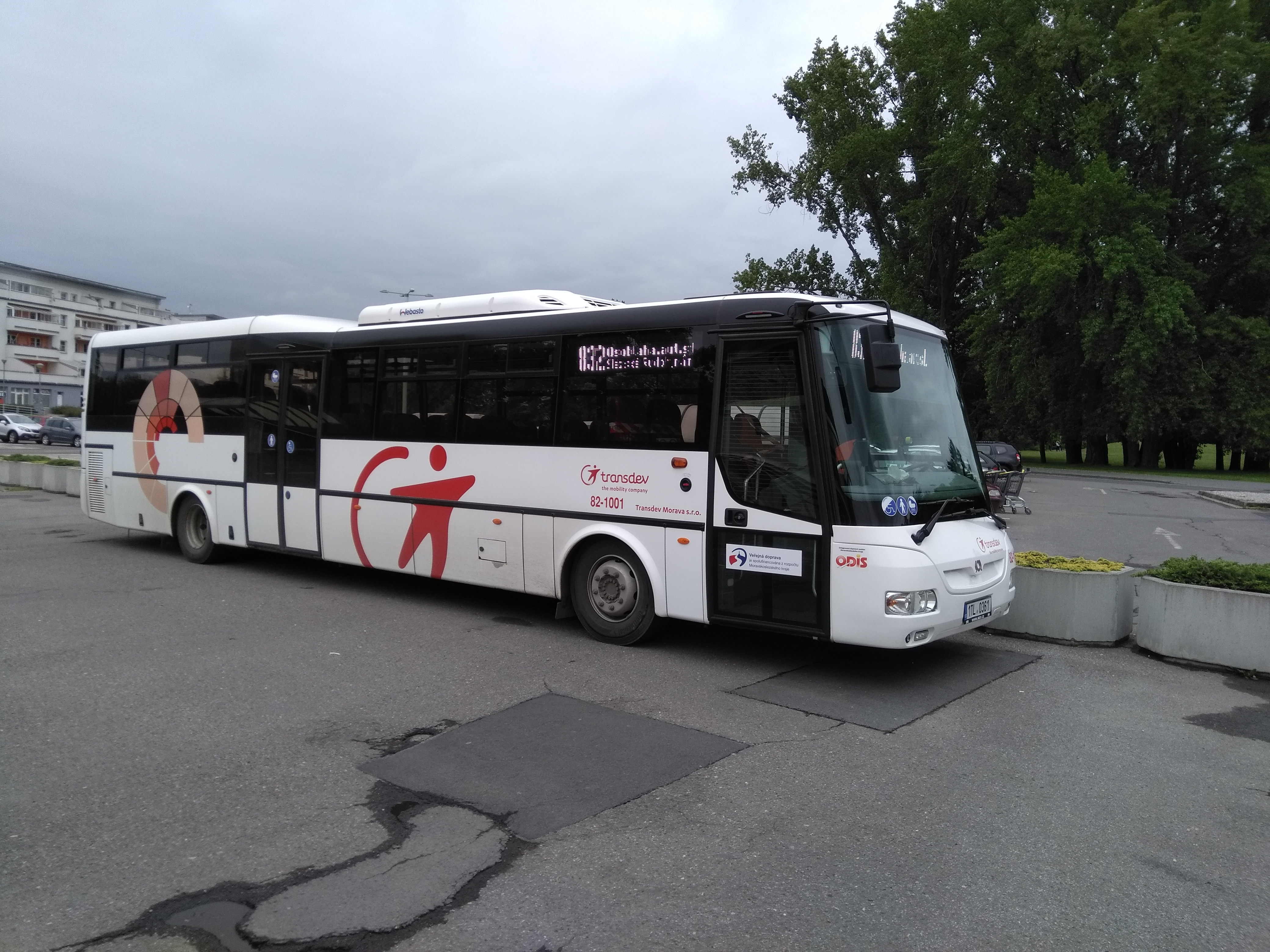
SOR CN 12 82-1001 v na Autobusovém nádraží v Krnově

### Bílovecko
- Provoz zahájen v červnu 2019
- Licenční číslo 884
- Oblast zajišťuje provozovna Ostrava a částečně Nový Jičín, ev. čísla 64-xxxx
- nahradil dopravce Arriva Morava a TQM na linkách 263, 265, 270

### Hlučínsko
- Od 1. září 2019 dočasná smlouva s využitím subdodávky TQM, od 13. června 2020 pokračuje dceřiná společnost ČSAD Havířov

| Bruntálsko - 853xxx         | Poznámka | Krnovsko - 852xxx   | Poznámka                                                                                   |
| --------------------------- | --- | ------------------- | ------------------------------------------------------------------------------------------ |
| 811                         | | 822                 |                                                                                            |
| 814                         | | 824                 |                                                                                            |
| 815                         | | 831                 |                                                                                            |
| 816                         | | 832                 |                                                                                            |
| 817                         | | 833                 |                                                                                            |
| 818                         | | 901                 | Také Arriva Autobusy(Jeseník), na území Olomouckého kraje platí tarif IDSOK                |
| 819                         | | 902                 | Na území Olomouckého kraje platí tarif IDSOK                                               |
| 861                         | | Rýmařovsko - 854xxx | Poznámka                                                                                   |
| 862                         | | 873                 |                                                                                            |
| 863                         | | 876                 |                                                                                            |
| 864                         | | 877                 |                                                                                            |
| 865                         | | 878                 |                                                                                            |
| 866                         | | 879                 |                                                                                            |
| 872                         | | 880                 |                                                                                            |
| 874                         | | 909                 | Na území Olomouckého kraje platí tarif IDSOK                                               |
| 885                         | V úseku: Karlova Studánka, Hvězda, aut. st. - Malá Morávka, Ovčárna, točna platí speciální jízdné Ovčárna, obyčejná jízdenka stojí 50 Kč | 910                 | Na území Olomouckého kraje platí tarif IDSOK                                               |
| 907                         | Na území Olomouckého kraje platí tarif IDSOK                                                                                             | 911                 | Na území Olomouckého kraje platí tarif IDSOK                                               |
| 913                         | Na území Olomouckého kraje platí tarif IDSOK                                                                                             | 912                 | Na území Olomouckého kraje platí tarif IDSOK                                               |
| Novojičínsko západ - 882xxx | Poznámka | 914                 | Na území Olomouckého kraje platí tarif IDSOK                                               |
| 261                         | Primárně Z-Group bus (Opava) | 920                 | Také Z-Group bus a Arriva Autobusy(Šumperk), na území Olomouckého kraje platí tarif IDSOK  |
| 613                         | Primárně provozovna Ostrava | 921                 | Také Vojtila Trans(Uničov), Na území Olomouckého kraje platí tarif IDSOK                   |
| 615                         | Také Z-Group bus (Opava) | 922                 | Také Vojtila Trans(Uničov), Na území Olomouckého kraje platí tarif IDSOK                   |
| 616                         | | Bílovecko - 884xxx  | Poznámka                                                                                   |
| 618                         | | 263                 | Primárně Z-Group bus (Opava), většina nasazovaných vozidel má 3 místa pro invalidní vozíky |
| 619                         | | 265                 |                                                                                            |
| 620                         | Také Z-Group bus (Opava) | 270                 | Také Z-Group bus (Opava), většina nasazovaných vozidel má 3 místa pro invalidní vozíky     |
| 621                         | Primárně Z-Group bus (Kopřivnice) | 285                 | Také Z-Group bus (Opava), primárně Transdev Slezsko (Ostrava)                              |
| 622                         | | 286                 | Většina nasazovaných vozidel má 3 místa pro invalidní vozíky                               |
| 623                         | Také provozovna Ostrava | 287                 |                                                                                            |
| 625                         | Také provozovna Ostrava | 288                 |                                                                                            |
| 626                         | Také provozovna Ostrava | 374                 | Primárně Z-Group bus (Kopřivnice)                                                          |
| 629                         | Také provozovna Ostrava | 613                 | Také provozovna Nový Jičín                                                                 |
| 633                         | Primárně Z-Group bus (Kopřivnice) | 623                 | Primárně provozovna Nový Jičín                                                             |
| 665                         | | 625                 | Primárně provozovna Nový Jičín                                                             |
| 666                         | | 626                 | Primárně provozovna Nový Jičín                                                             |
| 667                         | | 628                 |                                                                                            |
| 673                         | Primárně provozovna Ostrava | 629                 | Také provozovna Nový Jičín                                                                 |
| 677                         | Také provozovna Ostrava | 671                 |                                                                                            |
| 678                         | Také Z-Group bus (Opava) a Provozovna Ostrava                                                                                            | 672                 |                                                                                            |
| 689                         | | 673                 | Také provozovna Nový Jičín                                                                 |
| 691                         | Také provozovna Ostrava a Z-Group bus (Opava)                                                                                            | 674                 |                                                                                            |
| 695                         | | 675                 |                                                                                            |
| 696                         | Také Z-Group bus (Kopřivnice) | 677                 | Také provozovna Nový Jičín                                                                 |
| 697                         | | 678                 | Také Z-Group bus (Opava) a provozovna Nový Jičín                                           |
| 908                         | Na území Olomouckého kraje platí tarif IDSOK                                                                                             | 679                 | Také provozovna Nový Jičín                                                                 |
| 929                         | Primárně Arriva Autobusy(Přerov), Na území Olomouckého kraje platí tarif IDSOK                                                           | 692                 | Také Z-Group bus (Opava)                                                                   |
| 987                         | Na území Zlínského Kraje platí tarif IDZK                                                                                                | 693                 | Také Z-Group bus (Opava)                                                                   |
| 988                         | Na území Zlínského Kraje platí tarif IDZK                                                                                                |                     |                                                                                            |

## Autobusová doprava na základě autobusových tendrů Zlínského kraje
Transdev Morava se spolu s TQM přihlásil do výběrových řízení na nového dopravce ve Zlínském kraji a získali společně dvě oblasti - Vsetínsko a Valašskomeziříčsko. Transdev Morava bude poskytovat dopravu na Vsetínsku a TQM na Valašskomeziříčsku, při výběrovém řízení oba dopravci slíbili 100% nízkopodlažní vozidla a minimálně 50 % vozidel by mělo mít klimatizaci.[zdroj?]

### Vsetínsko
- Provoz zahájen v lednu 2021
- Licenční čísla 827 a 947
- Na linkách platí tarif IDZK a na linkách 971 a 979 platí na území Moravskoslezského kraje tarif ODIS
- Linky 101, 102, 110, 111, 120, 121, 130, 140, 150, 431, 502, 601, 603, 604, 605, 606, 607, 608, 609, 610, 620, 621, 623, 624, 626, 627, 640, 661, 941 (na území ol.kraje platí papírové jízdenky IDSOK) , 951, 971, 978, 979
- Nahradil dopravce ČSAD Vsetín

## Autobusová doprava na základě autobusových tendrů Královéhradeckého kraje
Transdev Morava se příhlásil s dopravcem Audis Bus (odkoupen Transdevem 29. června 2020) do výběrových řízení na nové dopravce v Královéhradeckém kraji a získali společně 3 oblasti - Rychnovsko, Trutnovsko a Novoměstsko. Dopravce pořídil 116 nových vozidel, vybavených klimatizací, LCD panely a připojením Wi-Fi.[zdroj?]

### Rychnovsko
- Provoz zahájen v březnu 2021
- Licenční čísla 661xxx
- Na linkách platí tarif IREDO
- Linky 115, 200 - 211, 217, 219, 220 - 223, 225, 227, 240, 241, 243, 250, 260, 261, 263, 265, 270, 293 - 296, 305, 309, 331, 334, 349, 981
- Obhájil své výkony a zároveň získal linky ČSAD Ústí nad Orlicí (provozovna Rychnov nad Kněžnou)

### Trutnovsko
- Provoz zahájen v březnu 2021
- Licenční čísla 691xxx
- Na linkách platí tarif IREDO a na území Libereckého kraje IDOL
- Linky 300, 301, 400 - 404, 406 - 408, 410, 413, 450 - 456, 459, 460, 462, 491, 530, 949, 990
- Získal především linky společností Arriva Východní Čechy, KAD, TAD a P-transport

### Novoměstsko
- Provoz zahájen v březnu 2021
- Licenční čísla 662xxx
- Na linkách platí tarif IREDO
- Linky 107, 110 - 112, 205, 206, 240, 260, 262, 263, 264, 266, 267, 291, 305 - 309, 311 - 317, 330 - 339, 395 - 397, 411, 451
- Získal linky společností Arriva Východní Čechy, CDS a ČSAD Ústí nad Orlicí